# Urania leilus
Urania leilus is een vlinder uit de familie van de uraniavlinders (Uraniidae). De wetenschappelijke naam werd gepubliceerd in 1758 door Carl Linnaeus in de tiende editie van Systema naturae.